# Ennadecagono

Ennadecagono regolare

L'ennadecagono è un qualsiasi poligono con 19 lati ed altrettanti vertici ed angoli; l'ennadecagono regolare è caratterizzato da angoli e lati tutti congruenti tra loro.

## Proprietà geometriche
Il numero delle diagonali D di un ennadecagono è il risultato della seguente formula, dove l è il numero dei suoi lati:
{\displaystyle D={\frac {l(l-3)}{2}}={\frac {19(19-3)}{2}}=152}
mentre la somma dei suoi angoli interni, essendo pari a tanti angoli piatti quanti sono i suoi lati meno due, vale:
{\displaystyle 180^{\circ }\times (l-2)=(19-2)\times 180^{\circ }=3060^{\circ }}.

### Ennadecagono regolare
Ciascun angolo interno, per quanto detto precedentemente, vale:
{\displaystyle {\frac {3060^{\circ }}{19}}\simeq 161,052^{\circ }};
invece l'area A di un ennadecagono regolare di lato a è ricavabile dalla seguente formula:
{\displaystyle A={\frac {19}{4}}a^{2}\cot {\frac {\pi }{19}}\simeq 28,4652a^{2}}.

## Costruzione
Un ennadecagono regolare non può essere costruito in modo esatto con riga e compasso. Qui sotto ne è mostrata una costruzione che fornisce un'ottima approssimazione (circa due centesimi di grado sull'angolo al centro):